# Aleuroduplidens santali
Aleuroduplidens santali es un hemíptero de la familia Aleyrodidae, con una subfamilia: Aleyrodinae. Fue descrita científicamente en 1999 por Martin.